# لاسي نيلسن
لاسي نيلسن (بالدنماركية: Lasse Nielsen)‏ (3 مارس 1987 بالدنمارك - ) هو لاعب كرة قدم دانمركي في مركز الدفاع. لعب مع نادي أودنسه ونادي نايستفيد وفيستزيلند ‏.

## وصلات خارجية
- لاسي نيلسن على موقع اتحاد السويد (السويدية)
- لاسي نيلسن على موقع قاعدة بيانات كرة القدم.إي يو (الإنجليزية)
- لاسي نيلسن على موقع Soccerway.com (الإنجليزية)
- لاسي نيلسن على موقع عالم كرة القدم.نت (الإنجليزية)